# Bahnstrecke Mysłakowice–Karpacz
| |                             |                                            |                                            |
| Streckennummer: | 340                         |                                            |                                            |
| Kursbuchstrecke (PKP): | 246                         |                                            |                                            |
| Streckenlänge: | 6,851 km                    |                                            |                                            |
| Spurweite: | 1435 mm (Normalspur)        |                                            |                                            |
| Stromsystem: | bis 1945: 15 kV 16 2/3 Hz ~ |                                            |                                            |
| Maximale Neigung: | 46 ‰                        |                                            |                                            |
| Streckengeschwindigkeit: | 80 km/h                     |                                            |                                            |
| |                             |                                            |                                            |
| \| \| \| von Jelenia Góra \| \| \| \| 0,00 \| Mysłakowice früher Zillerthal-Erdmannsdorf \| Mysłakowice früher Zillerthal-Erdmannsdorf \| \| \| \| nach Kamienna Góra \| \| \| \| 1,051 \| Mysłakowice Orzeł früher Zillerthal Hotel \| Mysłakowice Orzeł früher Zillerthal Hotel \| \| \| 3,709 \| Miłków früher Arnsdorf (Rsgb) (ehem. Bf) \| Miłków früher Arnsdorf (Rsgb) (ehem. Bf) \| \| \| 5,790 \| Brzezie Karkonoskie früher Birkigt \| Brzezie Karkonoskie früher Birkigt \| \| \| 6,851 \| Karpacz früher Krummhübel \| Karpacz früher Krummhübel \| \| \| \| \| \| \| Quellen: [1][2] \| \| \| \| |                             |                                            |                                            |
| Strecke |                             | von Jelenia Góra                           | von Jelenia Góra                           |
| Bahnhof | 0,00                        | Mysłakowice früher Zillerthal-Erdmannsdorf | Mysłakowice früher Zillerthal-Erdmannsdorf |
| Abzweig geradeaus und nach links |                             | nach Kamienna Góra                         | nach Kamienna Góra                         |
| Haltepunkt / Haltestelle | 1,051                       | Mysłakowice Orzeł früher Zillerthal Hotel  | Mysłakowice Orzeł früher Zillerthal Hotel  |
| Haltepunkt / Haltestelle | 3,709                       | Miłków früher Arnsdorf (Rsgb) (ehem. Bf)   | Miłków früher Arnsdorf (Rsgb) (ehem. Bf)   |
| ehemaliger Haltepunkt / Haltestelle | 5,790                       | Brzezie Karkonoskie früher Birkigt         | Brzezie Karkonoskie früher Birkigt         |
| Kopfbahnhof Streckenende | 6,851                       | Karpacz früher Krummhübel                  | Karpacz früher Krummhübel                  |
| |                             |                                            |                                            |
| Quellen: |                             |                                            |                                            |

Die Bahnstrecke Mysłakowice–Karpacz ist eine Nebenbahn in Polen, die ursprünglich als Privatbahn durch die Riesengebirgsbahn GmbH erbaut und betrieben wurde. Sie zweigt in Mysłakowice (Zillerthal-Erdmannsdorf) von der Bahnstrecke Kamienna Góra–Jelenia Góra ab und führt im schlesischen Riesengebirge nach Karpacz (Krummhübel).
Nach zwischenzeitlicher Stilllegung ist die Strecke seit 15. Juni 2025 wieder in Betrieb.

## Geschichte

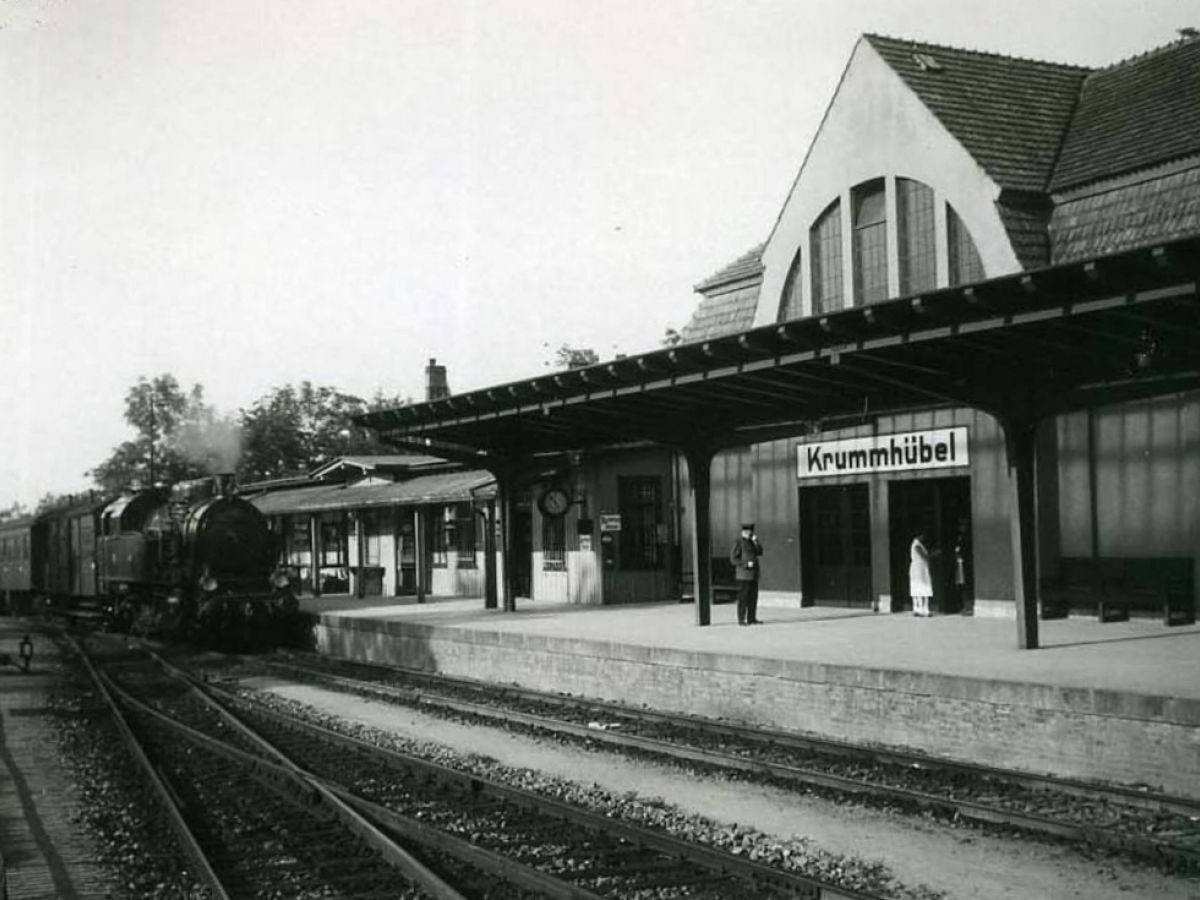
Bahnhof Krummhübel mit einfahrendem Reisezug (vor 1935)

Die Riesengebirgsbahn GmbH eröffnete am 6. Juni 1895 eine normalspurige Eisenbahn im schlesischen Landkreis Hirschberg, die von der Bahnstrecke Hirschberg–Landeshut im Bahnhof Zillerthal-Erdmannsdorf abzweigte und auf einer 7 km langen Strecke zu dem Wintersportort Krummhübel hinaufführte. Die Betriebsleitung nebst Lokstation und Hauptwerkstatt befanden sich in Arnsdorf in der Streckenmitte.
Die Riesengebirgsbahn GmbH war eine Tochter der Allgemeinen deutschen Kleinbahn-Gesellschaft. Diese ging Anfang 1926 in das Eigentum der AG für Verkehrswesen über. Den Betrieb führte zunächst die Vereinigte Eisenbahnbau- und Betriebs-Gesellschaft, dann ab 1905 die Allgemeine Deutsche Eisenbahn-Betriebs-GmbH.
Nachdem die Strecke Hirschberg–Landeshut 1932 elektrifiziert worden war, erhielt auch die Riesengebirgsbahn eine elektrische Fahrleitung nach den Standards der Deutschen Reichsbahn mit einer Wechselspannung von 15 kV 16 2/3 Hz. Der elektrische Eisenbahnbetrieb wurde am 29. Juni 1934 aufgenommen. Die Personenzüge verkehrten fortan im Durchlauf von und nach Hirschberg (Rsgb) Hbf, einige Eilzüge auch von und nach Breslau. Zum Einsatz kamen nun Fahrzeuge aus dem Betriebspark der Deutschen Reichsbahn, die Fahrzeuge der Kleinbahn wurde bis auf zwei Spezialwagen an Dritte abgegeben.
Nach dem Ende des Zweiten Weltkrieges in Europa im Mai 1945 wurde die Bahnstrecke wie fast ganz Niederschlesien auf Grundlage der Potsdamer Konferenz im Juli/August 1945 Teil der Volksrepublik Polen. Die Kleinbahngesellschaft hörte faktisch auf zu existieren und die Strecke gehörte fortan zum Netz der Polnischen Staatsbahnen (PKP).
Im Juli 1945 fielen auch die in Niederschlesien gelegenen elektrifizierten Strecken unter die Reparationsforderungen der Sowjetunion. Noch 1945 wurden die Anlagen für den elektrischen Eisenbahnbetrieb abgebaut. Die noch vorhandenen elektrischen Lokomotiven und Triebwagen wurden beschlagnahmt und nach Osten abgefahren. Nun kamen wieder Dampflokomotiven zum Einsatz.

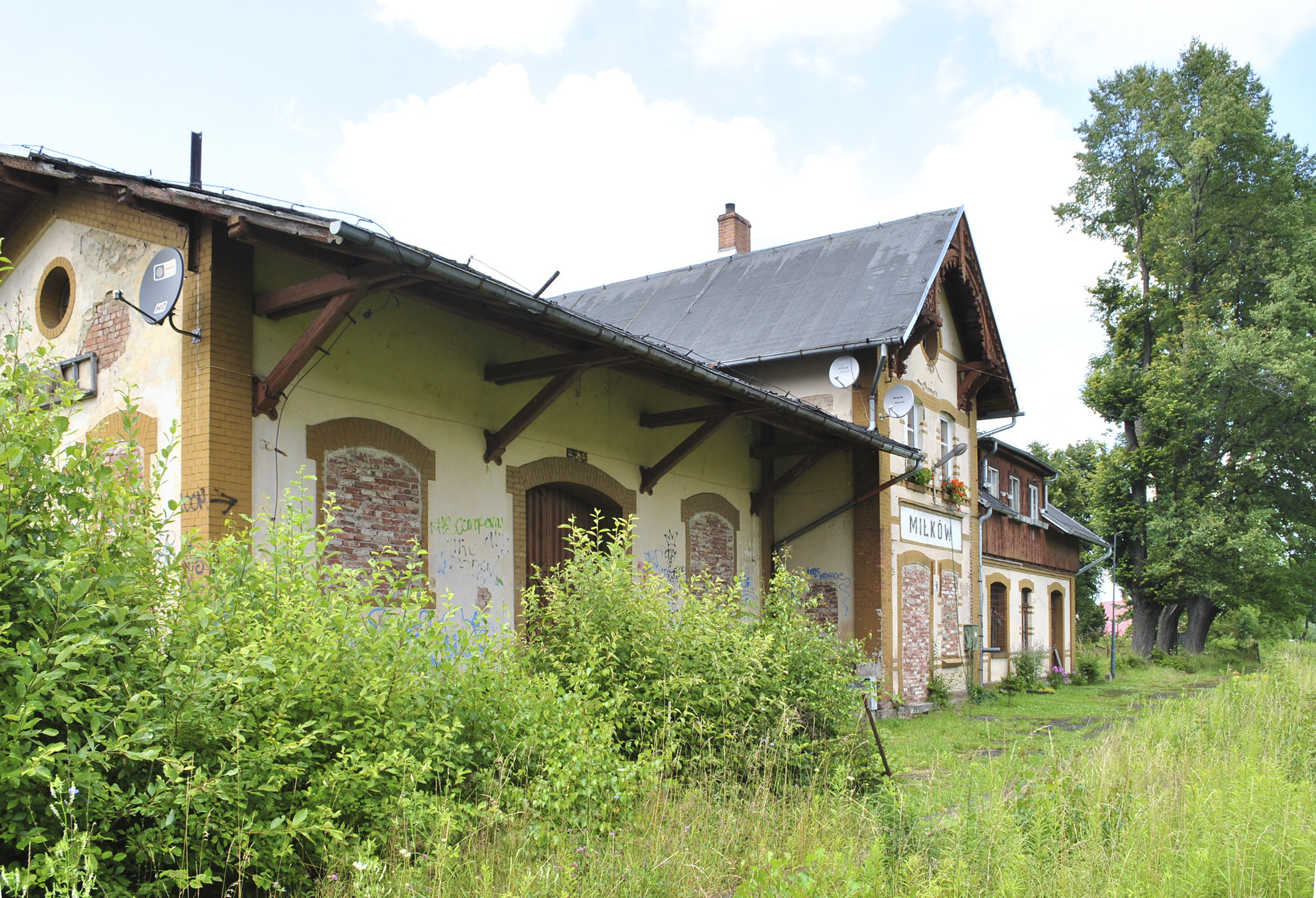
Bahnhof Miłków (2013)

Am 2. April 2000 fuhr der letzte Personenzug. Danach ruhte der Verkehr und die Strecke verfiel. Ein Abbau der Gleise erfolgte nicht. 
Die Gemeinde Karpacz beabsichtigte ab 2008, einen Radweg auf der Trasse anzulegen, ohne dass es zu einer Realisierung kam.

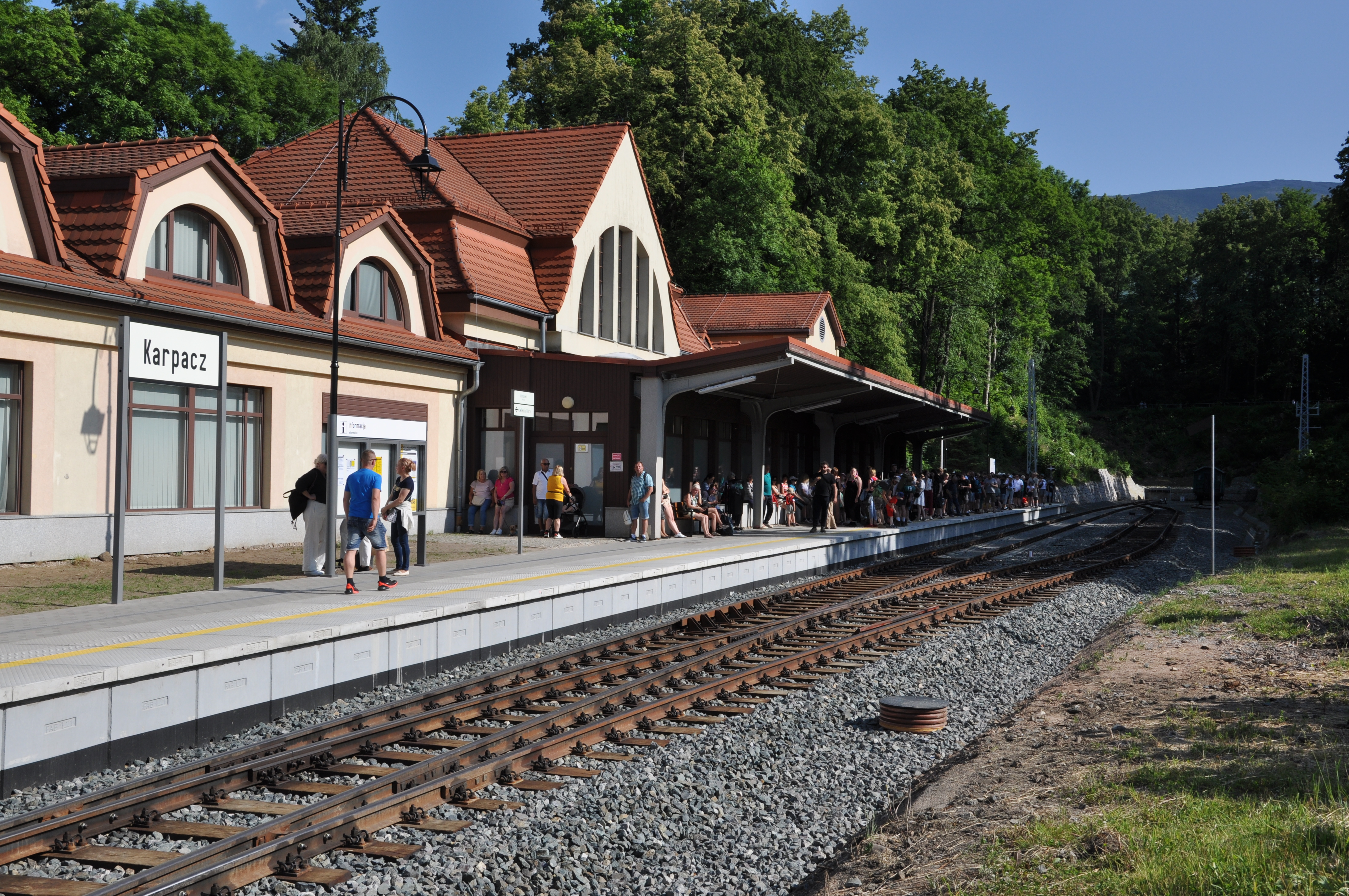
Bahnhof Karpacz: Am ersten Betriebstag nach 25 Jahren Stilllegung warten etwa 200 Reisende auf den Personenzug nach Jelenia Góra. Im restaurierten, unter Denkmalschutz stehenden Empfangsgebäude befindet sich heute die Touristinformation und ein Museum. (15. Juni 2025)

Seit August 2016 gab es konkrete Planungen seitens der Woiwodschaft Niederschlesien, die Strecke zusammen mit dem Abschnitt Jelenia Góra–Kowary der Bahnstrecke Jelenia Góra–Kamienna Góra wieder in Betrieb zu nehmen. Im Februar 2021 übernahm das wojewodschaftseigene Infrastrukturunternehmen Dolnośląska Służba Dróg i Kolei we Wrocławiu (DSDIK) die Strecke unentgeltlich vom staatlichen Infrastrukturunternehmen PKP Polskie Linie Kolejowe (PLK) zusammen mit der anschließenden Bahnstrecke Jelenia Góra–Kamienna Góra. Mit finanziellen Mitteln aus einem nationalen Wiederaufbauprogramm in Höhe von 100 Millionen Złoty ist die Instandsetzung der Strecke geplant. Dabei soll auch der 1945 eingestellte elektrische Betrieb wieder aufgenommen werden.
Die Arbeiten zur Instandsetzung der Strecke begannen im Mai 2022. Die Bauzeit war zunächst mit 15 Monaten veranschlagt.
Die Wiedereröffnung der Strecke war zunächst zum Fahrplanwechsel im Dezember 2023 geplant. Im März 2025 war die Strecke soweit fertiggestellt, dass Bauzüge bis zum Endpunkt Karpacz fahren konnten. Am 29. Mai 2025 befuhr erstmals ein Reisezug für geladene Gäste die betriebsbereite Strecke.
Der seit 15. Juni 2025 gültige Fahrplan der Koleje Dolnośląskie (KD) sieht acht Personenzugpaare im Zweistundentakt mit Halt auf allen Unterwegsbahnhöfen zwischen Jelenia Góra und Karpacz vor. Die Fahrzeit in dieser Relation beträgt 23 Minuten. Zweistündlich versetzt verkehren zudem in der Touristensaison KD-Sprinter mit einer Fahrzeit von 18 Minuten, sodass faktisch ein Stundentakt entsteht.
In Polen gibt es mittlerweile Forderungen, die Strecke durch einen Tunnel bis nach Pec pod Sněžkou zu erweitern. Damit entstünde insbesondere für Touristen eine attraktive Verbindung. Bislang gibt es zwischen den beiden Orten nur eine umwegige Straßenverbindung über den Grenzbaudenpass (Przełęcz Okraj).

## Fahrzeugeinsatz
| Fahrzeugtyp           | Bauart | DR-Baureihe     | Stückzahl | Einsatzzeit |
| Preußische T 3        | Cn2t   | 89              | 3         | 1895–1934   |
| Riesengebirgsbahn 1–3 | Dn2t   | u. a. 92 6105   | 3         | 1906–1934   |
| ELNA 6                | Dh2t   | 92.29 und 92.64 | 3         | 1927–1935   |

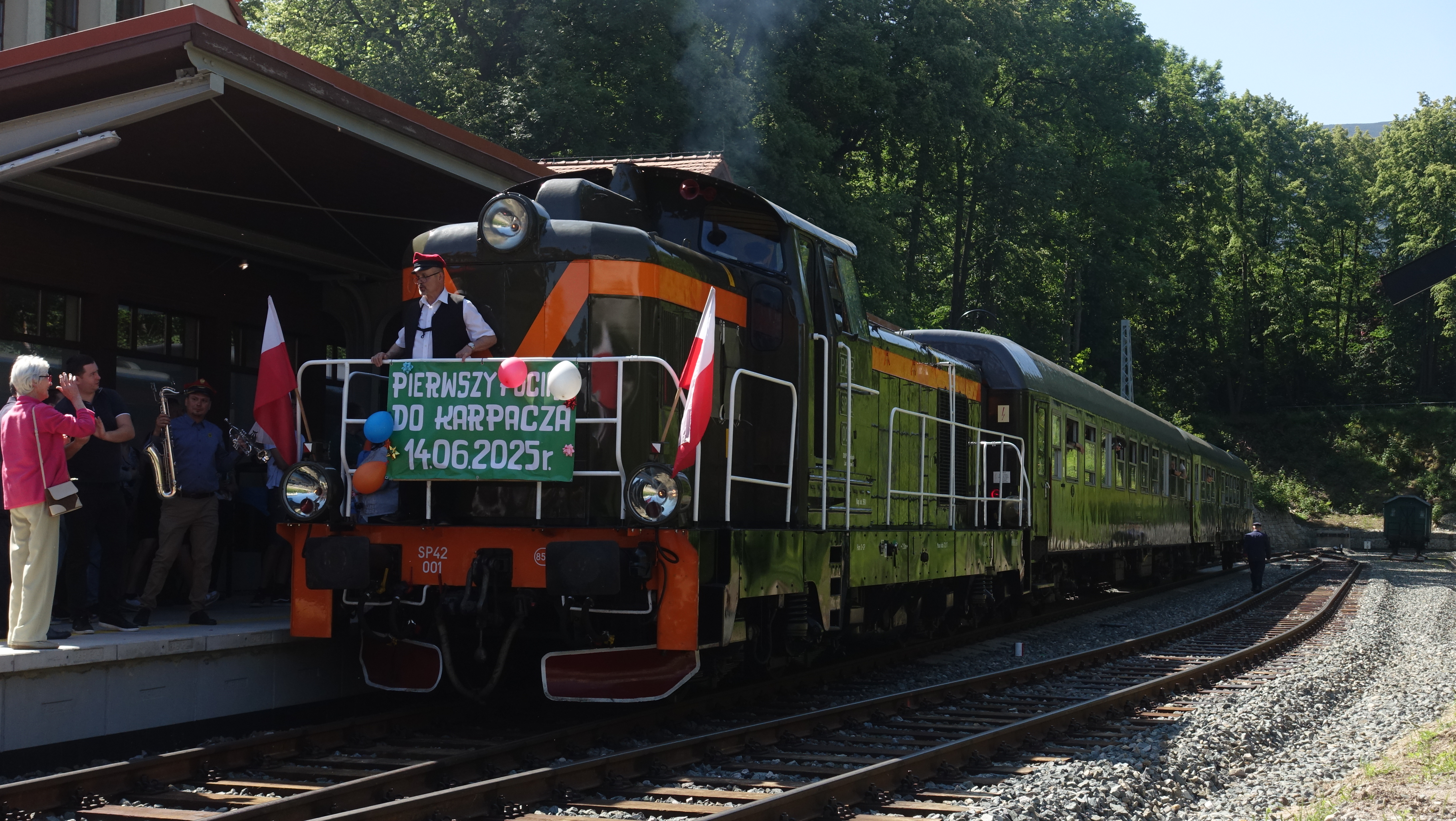
Eröffnungszug in Karpacz am 14. Juni 2025. Die gleiche Lokomotive der PKP-Baureihe SP42 zog den letzten Reisezug am 2. April 2000.

Nach der Elektrifizierung 1934 kamen die DR-Baureihe E 42 sowie im Personenverkehr vorrangig Triebwagen der DR-Baureihen ET 87, ET 31, ET 51 und ET 25 zum Einsatz
Von den PKP wurden vorrangig die Lokomotiven Ty2 und Tkt48 eingesetzt. Der Einsatz der polnischen Dampflokomotiven währte bis ungefähr 1984. Danach wurden bis zur Betriebseinstellung im Jahr 2000 Züge, bestehend aus einer Diesellokomotive der PKP-Baureihe SM42 und bis zu zwei Reisewagen, verwendet.
Koleje Dolnośląskie setzt seit 15. Juni 2025 zweiteilige Dieseltriebwagen der Baureihe SA139 des Typs Pesa Link ein. Die Züge KD Retro sind identisch mit jenen, die ab Ende der 1980er Jahre auf der Strecke fuhren. Vor den Zügen kommen die Diesellokomotiven SP42-001 und SU45-079 des Klub Sympatyków Kolei we Wrocławiu (KSK) zum Einsatz.